# Fyllnadsmedel
Fyllnadsmedel är ett ämne som används som tillsats i en produkt och har som syfte att förstärka, fylla ut eller skapa volym eller konsistens. Fyllnadsmedel används bland annat i färg, papper, plast, gummi och läkemedel.
Fyllnadsmedel kan vara krita, kaolin, sand med mera.
Fyllnadsmedel i målarfärg brukar räknas som pigment, men till skillnad från övriga pigment ska de inte ge någon kulör utan främst bidra till färgens konsistens. De bör därför ha liten eller ingen täckförmåga i det aktuella bindemedlet.